# Sparkasse Gladbeck
Die Sparkasse Gladbeck (offizielle Firma: Stadtsparkasse Gladbeck) ist eine Sparkasse in Nordrhein-Westfalen mit Sitz in Gladbeck. Sie ist eine Anstalt des öffentlichen Rechts.

## Geschäftsgebiet und Träger
Das Geschäftsgebiet der Sparkasse Gladbeck umfasst die Stadt Gladbeck im Kreis Recklinghausen, welche auch Trägerin der Sparkasse ist.

## Geschäftszahlen
Die Sparkasse Gladbeck wies im Geschäftsjahr 2023 eine Bilanzsumme von 935,66 Mio. Euro aus und verfügte über Kundeneinlagen von 726,75 Mio. Euro. Gemäß der Sparkassenrangliste 2023 liegt sie nach Bilanzsumme auf Rang 323. Sie unterhält 3 Filialen/Selbstbedienungsstandorte und beschäftigt 157 Mitarbeiter.

## Sparkassen-Finanzgruppe
Die Sparkasse Gladbeck ist Teil der Sparkassen-Finanzgruppe und gehört damit auch ihrem Haftungsverbund an. Er sichert den Bestand der Institute und sorgt dafür, dass sie auch im Fall der Insolvenz einzelner Sparkassen alle Verbindlichkeiten erfüllen können. Die Sparkasse vermittelt Bausparverträge der regionalen Landesbausparkasse, offene Investmentfonds der Deka und Versicherungen der Provinzial NordWest. Im Bereich des Leasing arbeitet die Sparkasse Gladbeck mit der  Deutschen Leasing zusammen. Die Funktion der Sparkassenzentralbank nimmt die Landesbank Hessen-Thüringen wahr.